# Josep Pol
Josep Pol (n.  ?, Palafrugell — d. ?) a fost sculptor catalan elev lui Pau Costa, care a fost însărcinat cu construirea retablului bisericii Sant Fruitós din Llofriu în 1740, lucrare terminată în 1751.